# Menstruació irregular
La menstruació irregular és un trastorn menstrual les manifestacions del qual inclouen cicles irregulars, així com metrorràgia (sagnat vaginal entre els períodes esperats).
Els cicles irregulars o períodes irregulars són una variació anormal de la durada dels cicles menstruals. Una dona sol experimentar variacions de longitud de cicle de fins a vuit dies entre la durada del cicle més curta i la més llarga. Les durades que oscil·len entre els 8 i els 20 dies es consideren moderadament irregulars. La variació de 21 dies o més es considera molt irregular.
Com a alternativa, es pot definir un cicle menstrual com a irregular si és inferior a 24 dies o superior a 38 dies. Si són regularment inferiors a 21 dies o més de 36 (o 35) dies, la malaltia es denomina polimenorrea o oligomenorrea, respectivament.
A més, la menstruació irregular és freqüent a l'adolescència. Es pot establir el cicle menstrual regular dins d'un any després de la menarquia. No obstant això, altres estudis suggereixen que pot trigar entre 2 i 7 anys en establir-se una regularitat després de les primeres menstruacions.